# Mark Haddon
Mark Haddon (ur. 28 września 1962 w Northampton) – brytyjski pisarz, ilustrator i karykaturzysta.
Jest absolwentem Oxford University, później ukończył również literaturę angielską na Uniwersytecie Edynburskim. 

## Twórczość
Książki dla dzieci
- Gilbert’s Gobstopper, Hamilton, 1987
- Toni and the Tomato Soup, Hamilton, 1988
- A Narrow Escape for Princess Sharon, Hamilton, 1989
- Agent Z Meets the Masked Crusader, Bodley Head, 1993
- Titch Johnson, Almost World Champion, Walker, 1993
- Gridzbi Spudvetch! Walker, 1993
- Agent Z Goes Wild, Bodley Head, 1994
- At Home, Doubleday, 1994
- At Playgroup, Doubleday, 1994
- In the Garden, Transworld, 1994
- On Holiday, Doubleday, 1994
- The Real Porky Phillips, A. & C. Black, 1994
- Agent Z and the Penguin from Mars, Bodley Head, 1995
- The Sea of Tranquility, PictureLions, 1997
- Secret Agent Handbook, Walker, 1999
- Agent Z and the Killer Bananas, Red Fox, 2001
- Ocean Star Express, Collins, 2001
- The Ice Bear’s Cave, Collins, 2002

Dla dorosłych
- Dziwny przypadek psa nocną porą, 2003 (pol. wyd. 2004)
- A Spot of Bother, 2006 (pol. wyd. Drobny kłopot, 2008)

Poezja
- The Talking Horse and the Sad Girl and the Village Under the Sea.